# اواخر بهار
اواخر بهار (انگلیسی: Late Spring) فیلمی در ژانر درام به کارگردانی یاسوجیرو ازو است که در سال ۱۹۴۹ منتشر شد. از بازیگران آن می‌توان به چیشو ریو و ستسوکو هارا اشاره کرد. این فیلم بر اساس رمان کوتاهی به اسم پدر و دختر از منتقد و رمان‌نویس قرن بیستم کازوئو هیروتسو ساخته شده است.
بخش‌هایی از فیلم توسط اداره نظارت و سانسور رسانه‌ها که در زمان اشغال ژاپن به‌دست نیروهای متفقین فعالیت می‌کرد، حذف یا تغییر داده شد.